# ディスタントミュージック
ディスタントミュージック (Distant Music) はアメリカ合衆国で生産された競走馬、種牡馬。

## 経歴

### 競走馬時代

#### 1999年（2歳）
6月にバリー・ヒルズの息子のマイケル・ヒルズが騎乗して競走馬デビュー戦を迎え、デビュー戦で初勝利を挙げた。以降しばらくマイケル・ヒルズが主戦騎手として騎乗することになる。9月には重賞競走初挑戦となったシャンペンステークスを制しデビュー2戦目で重賞競走初勝利を挙げた。さらに10月にはG1競走初挑戦となったデューハーストステークスも制し、デビュー戦以来無敗でG1競走初勝利を挙げた。そしてレース後は休養に入った。

#### 2000年（3歳）
休養を終えて、4月に復帰戦となったグリーナムステークス (G2) に出走したが、2着となりデビュー戦以来の連勝が止まり、続く2000ギニーは8着という結果に終わった。秋は休養を挟み9月にホワイトローズパークステークス (G2) を制し、10月のチャンピオンステークスはカラニシに敗れて3着だった。その後はアメリカ合衆国へ遠征し、鞍上にコーリー・ナカタニを迎えてブリーダーズカップ・マイルに出走したがウォーチャントに敗れて10着という結果に終わり、帰国後は休養に入った。

#### 2001年（4歳）
休養を終えて古馬となっての初戦は4月に新たにリチャード・ヒューズを鞍上に迎えてアールオブセフトンステークス (G3) に出走したが4着だった。以降ヒューズが主戦騎手を務める事になった。その後休養を挟み、8月にアイルランドへ遠征し、アイリッシュインターナショナルステークス (G2) を制した。しかしその後は8月のサセックスステークスとインターナショナルステークスは共に5着、2年連続出走となった9月のホワイトローズパークステークス (G2) は6着という結果に終わった。そして10月の2年連続出走となったチャンピオンステークスでは約1年ぶりにマイケル・ヒルズが騎乗して出走したが6着という結果に終わり、この年限りで競走馬を引退した。

### 種牡馬時代
5歳となった2002年よりアイルランドにあるモリスタウンラティンスタッドで種牡馬入りし、2007年からはイギリスにあるヘッジホルムスタッドで繋養されている。
日本には、2008年現在競走馬としての産駒は導入されていない。

## 血統表
| ディスタントミュージックの血統ミスタープロスペクター系 / Northern Dancer 3×5=15.63%、Native Dancer 4×5=9.38% | ディスタントミュージックの血統ミスタープロスペクター系 / Northern Dancer 3×5=15.63%、Native Dancer 4×5=9.38% | ディスタントミュージックの血統ミスタープロスペクター系 / Northern Dancer 3×5=15.63%、Native Dancer 4×5=9.38% | （血統表の出典） | （血統表の出典） |
| 父 Distant View 1991 栗毛                                                                                    | 父の父Mr. Prospector 1970 鹿毛                                                                               | Raise a Native                                                                                               | Native Dancer    | Native Dancer    |
| 父 Distant View 1991 栗毛                                                                                    | 父の父Mr. Prospector 1970 鹿毛                                                                               | Raise a Native                                                                                               | Raise You        |                  |
| 父 Distant View 1991 栗毛                                                                                    | 父の父Mr. Prospector 1970 鹿毛                                                                               | Gold Digger                                                                                                  | Nashua           | Nashua           |
| 父 Distant View 1991 栗毛                                                                                    | 父の父Mr. Prospector 1970 鹿毛                                                                               | Gold Digger                                                                                                  | Sequence         |                  |
| 父 Distant View 1991 栗毛                                                                                    | 父の母Seven Springs 1982 栗毛                                                                                | Irish River                                                                                                  | Riverman         | Riverman         |
| 父 Distant View 1991 栗毛                                                                                    | 父の母Seven Springs 1982 栗毛                                                                                | Irish River                                                                                                  | Irish Star       |                  |
| 父 Distant View 1991 栗毛                                                                                    | 父の母Seven Springs 1982 栗毛                                                                                | La Trinite                                                                                                   | Lyphard          | Lyphard          |
| 父 Distant View 1991 栗毛                                                                                    | 父の母Seven Springs 1982 栗毛                                                                                | La Trinite                                                                                                   | Promessa         |                  |
| 母 Musicanti 1991 鹿毛                                                                                       | 母の父Nijinsky II 1967 鹿毛                                                                                  | Northern Dancer                                                                                              | Nearctic         | Nearctic         |
| 母 Musicanti 1991 鹿毛                                                                                       | 母の父Nijinsky II 1967 鹿毛                                                                                  | Northern Dancer                                                                                              | Natalma          |                  |
| 母 Musicanti 1991 鹿毛                                                                                       | 母の父Nijinsky II 1967 鹿毛                                                                                  | Flaming Page                                                                                                 | Bull Page        | Bull Page        |
| 母 Musicanti 1991 鹿毛                                                                                       | 母の父Nijinsky II 1967 鹿毛                                                                                  | Flaming Page                                                                                                 | Flaring Top      |                  |
| 母 Musicanti 1991 鹿毛                                                                                       | 母の母Populi 1975 鹿毛                                                                                       | Star Envoy                                                                                                   | Pia Star         | Pia Star         |
| 母 Musicanti 1991 鹿毛                                                                                       | 母の母Populi 1975 鹿毛                                                                                       | Star Envoy                                                                                                   | Spy Demon        |                  |
| 母 Musicanti 1991 鹿毛                                                                                       | 母の母Populi 1975 鹿毛                                                                                       | Sister Shannon                                                                                               | Etonian          | Etonian          |
| 母 Musicanti 1991 鹿毛                                                                                       | 母の母Populi 1975 鹿毛                                                                                       | Sister Shannon                                                                                               | Idaliza F-No.4-f |                  |

### 血統背景
- 姪、アフリカンローズ（2008年スプリントカップ）
- 伯父（母の半兄）、ヴァンランディンガム（1985年ジョッキークラブゴールドカップステークス、ワシントンDCインターナショナル、種牡馬）
- 大伯父（祖母の半弟）、テンパランスヒル（1980年ベルモントステークスなど、1980年エクリプス賞最優秀3歳牡馬、種牡馬）
- 母のいとこ、サクスンコティジ（種牡馬）